# Rojak
Il rojak o rujak è un piatto tradizionale malese, indonesiano e singaporiano. Benché esistano molte variazioni del rojak, la più nota di queste è un'insalata di frutta e verdure a fette e servite con un condimento piccante e speziato a base di peperoncino macinato, arachidi e zucchero di palma.

## Etimologia e storia
Il rojak risulta essere una delle più antiche pietanze di Giava, nonché la prima giavanese di cui ci sono giunte delle documentazioni scritte. La parola rujak proviene da rurujak, che deriva a sua volta da un'iscrizione giavanese Taji del 901 d.C., epoca del Regno di Medang della Giava centrale. Più tardi, a causa della diaspora giavanese e dei discendenti indiani che vivevano a Giava, il piatto si diffuse in altre aree geografiche. In Malesia e a Singapore, il rojak prende il nome di rujak.

## Nella cultura

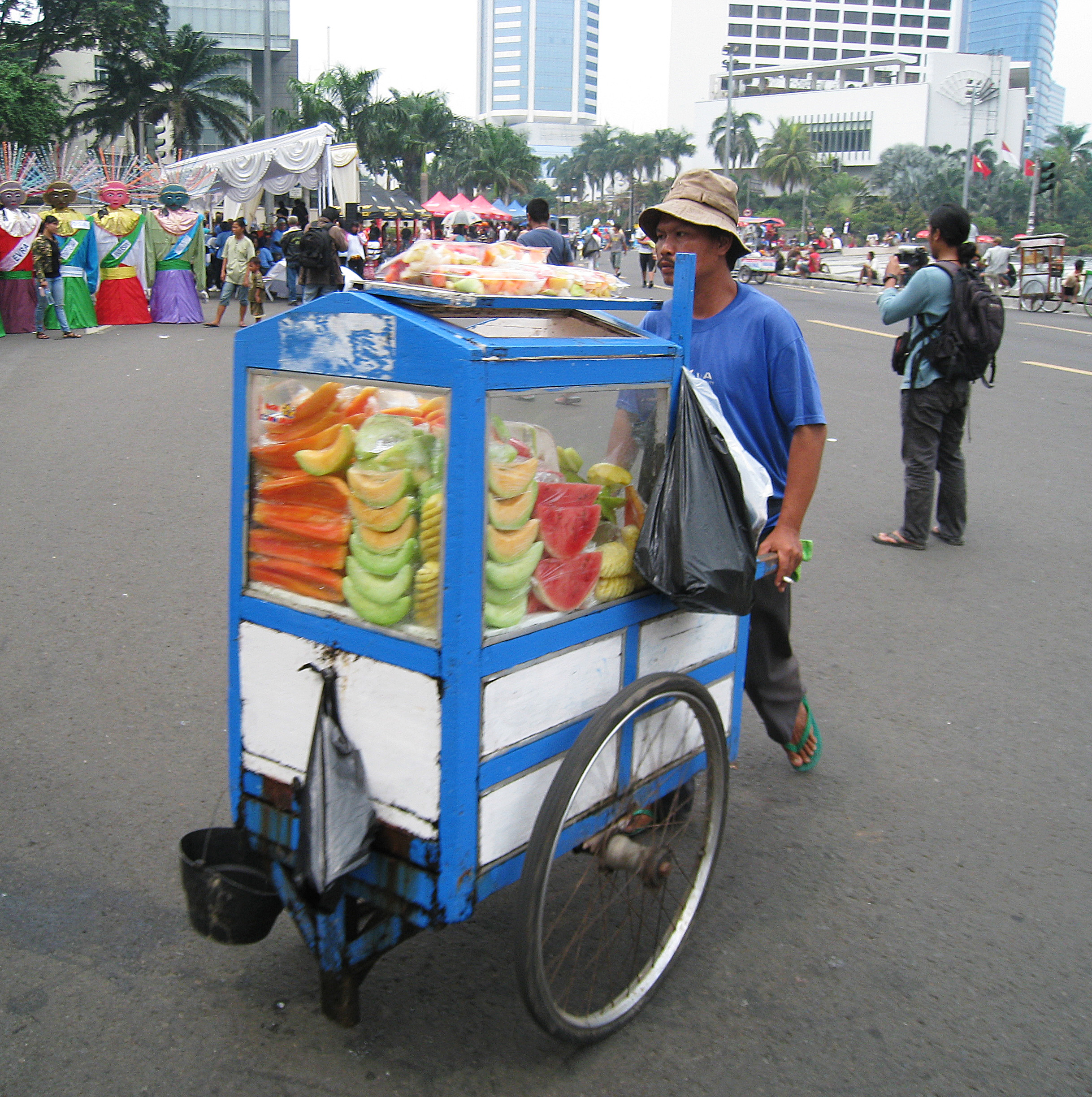
Venditore di rujak a Giacarta

- Le donne incinte di Giava sembrano solite consumare alimenti dal sapore aspro, come il rojak, il mango, e altri frutti acerbi. Il desiderio di consumare tali pietanze prende il nome di ngidham o nyidham.[9]

- Il rujak viene preparato e consumato a Giava durante la celebrazione del naloni mitoni, anche conosciuta come tujuh bulanan ("settimo mese"), che viene celebrato durante la gravidanza di una donna. In tale circostanza, si attribuisce all'alimento la capacità di assicurare alla futura madre un parto di successo.[10] Il rujak preparato in tale circostanza presenta il pompelmo rosa e, a differenza di quello tradizionale, è composto da frutti tagliati grossolanamente anziché sminuzzati. Secondo una tradizione, se il rujak preparato durante il rituale avesse un sapore dolce, il nascituro sarà una femmina, mentre, se dovesse risultare piccante, il bambino sarà un maschio.[11]

- Dopo il raccolto, gli abitanti dei villaggi della Sumatra settentrionale occupati dai Mandailing praticano il mangarabar, un evento durante il quale viene preparato il rujak.[12]

- In Malesia e a Singapore, la parola rojak funge da espressione colloquiale per indicare qualcosa di eclettico. Spesso, il lemma serve a descrivere il carattere multietnico della società malese e singaporiana.[7][13][14]